# Алікорто китайський
Аліко́рто китайський (Brachypteryx sinensis) — вид горобцеподібних птахів родини мухоловкових (Muscicapidae). Мешкає в Китаї. Раніше вважався підвидом сизого алікорто, однак був визнаний окремим видом за результатами молекулярно-генетичного дослідження, опублікованими в 2018 році.

## Поширення і екологія
Китайські алікорто мешкають на півдні Китаю. Вони живуть у вологих гірських тропічних лісах.